# Chrudim (huyện)
Huyện Chrudim (tiếng Séc: Okres Chrudim) là một huyện (okres) nằm trong vùng Pardubice của Cộng hòa Séc. Huyện Chrudim có diện tích 1030 km², dân số năm 2002 là 104748 người. Thủ phủ huyện đóng ở Chrudim. Huyện này có 113 khu tự quản.

## Các khu tự quản
Huyện Chrudim có 113 khu tự quản sau: